# Герб комуни Бенгтсфорс
Герб комуни Бенгтсфорс (швед. Bengtsfors kommunvapen) — символ шведської адміністративно-територіальної одиниці місцевого самоврядування комуни Бенгтсфорс. 

## Історія
Герб було розроблено для торговельного містечка (чепінга) Бенгтсфорс. Отримав королівське затвердження 1946 року. 
Після адміністративно-територіальної реформи, проведеної в Швеції на початку 1970-х років, муніципальні герби стали використовуватися лишень комунами. Цей герб був 1971 року перебраний для нової комуни Бенгтсфорс.
Герб комуни офіційно зареєстровано 1979 року.

## Опис (блазон)
У червоному полі срібний двохпролітний міст, над ним — такий же кадуцей.

## Зміст
Міст вказує на старий міст у Бенгтсфорсі. Кадуцей уособлює торгівлю.